# Knätte socken
Knätte socken i Västergötland ingick i Redvägs härad, ingår sedan 1974 i Ulricehamns kommun och motsvarar från 2016 Knätte distrikt.
Socknens areal är 26,66 kvadratkilometer varav 26,19 land. År 2000 fanns här 213 invånare.  Kyrkbyn Knätte med sockenkyrkan Knätte kyrka ligger i socknen. 

## Administrativ historik
Socknen har medeltida ursprung. Vid en tidpunkt efter 1546 införlivades den del av Igelsereds socken som ej uppgick i Liareds socken.
Vid kommunreformen 1862 övergick socknens ansvar för de kyrkliga frågorna till Knätte församling och för de borgerliga frågorna bildades Knätte landskommun. Landskommunen uppgick 1952 i Redvägs landskommun som 1974 uppgick i Ulricehamns kommun. Församlingen uppgick 2006 i Redvägs församling.
1 januari 2016 inrättades distriktet Knätte, med samma omfattning som församlingen hade 1999/2000.  
Socknen har tillhört län, fögderier, tingslag och domsagor enligt vad som beskrivs i artikeln Redvägs härad. De indelta soldaterna tillhörde Älvsborgs regemente, Redvägs kompani och Västgöta regemente, Vartofta kompani.

## Geografi
Knätte socken ligger nordost om Ulricehamn kring Ätran med sjön Lönern i nordväst och Jogen i öster. Socknen har odlingsbygd i ådalen och är i övrigt en kuperad skogsbygd med höjder som når 334 meter över havet.

## Fornlämningar
Från bronsåldern finns gravrösen. Från järnåldern finns gravar och stensättningar.

## Namnet
Namnet skrevs 1396 Knätte och kommer från kyrkbyn. Namnet innehåller knatt, 'bergknalle' och vin, 'betesmark; äng'.